# Pseudatemelia colurnella
Pseudatemelia colurnella is een vlinder uit de familie zaksikkelmotten (Lypusidae). De wetenschappelijke naam is voor het eerst geldig gepubliceerd in 1867 door Mann.
De soort komt voor in Europa.